# Achyrocline
Achyrocline – rodzaj roślin z rodziny astrowatych (Asteraceae). Obejmuje 42 gatunki występujące w Afryce i Ameryce Południowej.

## Systematyka
Pozycja według APweb (aktualizowany system APG III z 2009)
Jeden z wielu rodzajów z plemienia Gnaphalieae z podrodziny Asteroideae w obrębie rodziny astrowatych (Asteraceae) z rzędu astrowców (Asterales) należącego do dwuliściennych właściwych.
Wykaz gatunków
- Achyrocline alata (Kunth) DC.
- Achyrocline anabelae Deble
- Achyrocline arrojadoana Mattf.
- Achyrocline bogotensis (Kunth) DC.
- Achyrocline brittoniana Deble & Marchiori
- Achyrocline celosioides (Kunth) DC.
- Achyrocline coquimbense Klatt
- Achyrocline crassiceps S.F.Blake
- Achyrocline crassiuscula (Malme) Deble & Marchiori
- Achyrocline deflexa B.L.Rob. & Greenm.
- Achyrocline disjuncta Hemsl.
- Achyrocline flaccida (Weinm.) DC.
- Achyrocline flavida S.F.Blake
- Achyrocline gardnerii (Baker) Deble & Marchiori
- Achyrocline gaudens V.M.Badillo & Gonz.Sánchez
- Achyrocline gertiana Deble & Marchiori
- Achyrocline glandulosa S.F.Blake
- Achyrocline guerreroana G.L.Nesom
- Achyrocline hallii Hieron.
- Achyrocline hirta Klatt
- Achyrocline hyperchlora S.F.Blake
- Achyrocline latifolia Wedd.
- Achyrocline lehmannii Hieron.
- Achyrocline luisiana Deble
- Achyrocline macella Deble & Marchiori
- Achyrocline marchiorii Deble
- Achyrocline mollis Benth.
- Achyrocline moritziana Klatt
- Achyrocline oaxacana G.L.Nesom
- Achyrocline peruviana M.O.Dillon & Sagást.
- Achyrocline ramosissima Britton
- Achyrocline rupestris Cabrera
- Achyrocline satureioides (Lam.) DC.
- Achyrocline scandens V.M.Badillo
- Achyrocline tomentosa Rusby
- Achyrocline trianae Klatt
- Achyrocline turneri G.L.Nesom
- Achyrocline vargasiana DC.
- Achyrocline vauthieriana DC.
- Achyrocline venosa Rusby
- Achyrocline ventosa Klatt
- Achyrocline virescens Klatt